# Zachar Wołowicz
Zachar Iljicz Wołowicz (ros. Захар Ильич Волович, ur. 1 grudnia?/14 grudnia 1900 w Kobelakach w guberni połtawskiej, zm. 14 sierpnia 1937) – funkcjonariusz radzieckich służb specjalnych, starszy major bezpieczeństwa państwowego.

## Życiorys
Urodził się w rodzinie handlowca. W 1919 został członkiem partii komunistycznej RKP(b) i żołnierzem Armii Czerwonej, brał udział w wojnie domowej w Rosji, był komisarzem baterii i później dywizji, a 1922-1923 pomocnikiem inspektora artylerii. W 1923 rozpoczął studia (nie ukończył), od 1924 pracował w OGPU jako funkcjonariusz Wydziału Zagranicznego (INO), był p.o. rezydenta INO OGPU w Turcji. W lutym 1928 został rezydentem INO OGPU w Paryżu jako Władimir Borisowicz Janowicz, pod przykrywką referenta konsulatu generalnego ZSRR, po powrocie do ZSRR pracował w centralnym aparacie OGPU, później NKWD w Moskwie, 1930-1932 był szefem jednego z oddziałów INO OGPU. W 1932 został pomocnikiem szefa Wydziału Operacyjnego, a w 1935 zastępcą szefa Wydziału Operacyjnego/Wydziału 1 GUGB NKWD ZSRR, w 1936 otrzymał stopień starszego majora bezpieczeństwa państwowego. Był odznaczony Orderem Czerwonej Gwiazdy (1936).
22 marca 1937 został aresztowany, następnie skazany na śmierć przez Kolegium Wojskowe Sądu Najwyższego ZSRR i rozstrzelany.